# عملیات نجات در غار تام لوآنگ
عملیات نجات در غار تام لوآنگ (تایلندی: ถ้ำหลวงนางนอน) پس از اتفاقی آغاز شد که در ۲۳ ژوئن ۲۰۱۸، ۱۲ نوجوان پسر بین ۱۱ تا ۱۶ ساله، اعضای یک تیم فوتبال محلی به همراه مربی ۲۵ ساله‌شان برای گردشگری به غار تام لوآنگ در پارک جنگلی کوه‌های دوی نانگ نان در استان چیانگ ری در کشور تایلند رفته بودند. بعد از یک بارندگی شدید و جاری شدن سیل و پر شدن این غار از آب در آنجا گیر افتاده بودند، در تاریخ ۲ ژوئیه ۲۰۱۸ ساعت ۲۲ به وقت محلی بعد از ۱۰ روز از زمان گرفتار شدن آن‌ها در ۴۰۰ متری منطقه‌ای که احتمال داده می‌شد پناه گرفته باشند در عمق ۴ کیلومتری توسط تیم‌های غواص بین‌المللی از کشورهای تایلند، استرالیا، آمریکا، بریتانیا و چین پیدا شدند.
دو غواص بریتانیایی به نام‌های جان ولانتن و ریک استنتون، اولین نفرهایی بودند که به نوجوانان فوتبالیست رسیدند. در ابتدای عملیات اعلام شد که این نوجوانان برای عبور از آب و نجات جانشان تحت آموزش غواصی قرار گرفتند اما بعداً مشخص شد که غواصی در این مسیر طولانی و سخت برای این نوجوانان غیرممکن بوده است. در نتیجه به صورت مخفیانه و دور از چشم رسانه‌ها و خانواده بازماندگان، ابتدا اقدام به بیهوشی این افراد شده و سپس هر نفر توسط یک غواص خبره مانند یک بسته به بیرون حمل شده است. چنین روش نجاتی برای اولین بار در جهان انجام می‌گرفت و احتمال موفقیت عملیات بسیار پایین حدس زده می‌شد اما برخلاف تصورات هر ۱۳ نفر سالم از غار نجات یافتند.
- بامداد روز جمعه ۶ ژوئیه ۲۰۱۸ یک غواص ۳۸ ساله تایلندی به نام سمن کونان، گروهبان سابق نیروی دریایی غرق شد. وی به صورت داوطلب در تیم نجات تایلند قرار گرفته بود که در هنگام بازگشت از محل استقرار نوجوانان به مرکز فرماندهی در عمق دو کیلومتری غار به دلیل تمام شدن اکسیژن کپسول‌های غواصی دچار خفگی شده و غرق شد. وی برای رساندن مخازن اکسیژن به نوجوانان گرفتار در غار به محل استقرار آن‌ها رفته بود.[۵]
- صبح روز یکشنبه ۸ ژوئیه ۲۰۱۸ به وقت محلی عملیات نجات نوجوانان به نام «نبرد با آب و زمان» به دلیل بارندگی شدید و احتمال بالا آمدن آب در غار و خفگی آنان با شرکت ۱۳ غواص خارجی و ۵ عضو زبده نیروی دریایی ویژه تایلند شروع شد. تیم‌های پشتیبانی و هلیکوپترها برای خروج هر نوجوانی که از غار خارج شد آماده بود. وضعیت جسمی تمامی نوجوانان توسط یک پزشک استرالیایی برای انجام این عملیات چک شد. این عملیات در حالی صورت گرفت که آب به میزان زیادی بالا آمده و آنان باید از آب‌راه‌هایی بگذرند که گاه تا کمی بیشتر از نیم متر عرض دارند.[۶]
- ظهر روز یکشنبه ۸ ژوئیه ۲۰۱۸ تیم‌های غواصی توانستند ۴ نوجوان را از غار خارج کنند و بعد از رساندن به مکان امن، آن‌ها را با بالگرد به بیمارستان منتقل کردند.[۷]
- روز دوشنبه ۹ ژوئیه ۲۰۱۸، دومین روز عملیات ۴ نوجوان دیگر نیز از غار خارج شده و نجات یافتند.[۸]
- روز سه‌شنبه ۱۰ ژوئیه ۲۰۱۸، ۴ نوجوان و مربیشان که در غار باقی مانده بودند نجات یافتند و از غار بیرون کشیده شدند. این عملیات نجات با شرکت نزدیک به ۵۰۰۰ داوطلب از ۱۰ کشور جهان صورت گرفت. همه نجات یافتگان به بیمارستان و تحت درمان و نظر در قرنطینه قرار گرفتند، وضعیت عمومی کلیه نوجوانان و مربیشان خوب است.[۹]